# Alucita semophantis
Alucita semophantis är en fjärilsart som beskrevs av Edward Meyrick 1929. Alucita semophantis ingår i släktet Alucita och familjen mångfliksmott, (Alucitidae). Inga underarter finns listade i Catalogue of Life.